# Rajko Vujanović
Rajko Vujanović (Zagreb, 19. mart 1991) je srpski fudbaler. 
Svoje prve fudbalske korake napravio je u FK Metalac iz Futoga da bi posle nekoliko godina prešao u FK Vojvodinu. Za Vojvodinu je trenirao godinu i po dana posle čega je prešao u FK Kabel iz Novog Sada a potom u FK Index Novi Sad za koji je najviše igrao. Od 2013. igrao za FK Šumadija iz Jagnjila. Sa samo 17 godina zaigrao je za A tim FK Indexa i tu se izborio za startnih jedanaest. 2015. godine prelazi u treću austrijsku ligu i jednu polusezonu igra za klub TSV St. Georgen/G a potom zbog odličnih partija i postignutih golova prelazi u klub St. Magdalena, Linz (Austria) u kojoj i sada igra. 
Učestvovao je na brojnim turnirima na kojima je beležio značajne rezultate a najvažnija je zlatna medalja iz Italije (Vijaredjo) gde su učestvovale ekipe Palerma, Atalante itd. 

## Priznanja
FK Index:
Zlatna medalja iz Italije (Viaredjo) na turniru gde su učestvovale ekipe Palerma, Atalante i dr.
FK Šumadija:
14.04.2013 - Igrač kola posle utakmice sa FK Zemunom u kojoj je FK Šumadija slavila sa 2:1. Oba gola postigao je Vujanović.
17.04.2013 - Igrač utakmice nakon utakmice za KUP Beograda. Postigao 1 pogodak.
05.05.2013 - Igrač kola posle utakmice sa FK Sinđelićem u kojoj je FK Šumadija slavila sa 2:0. Oba gola postigao je Vujanović.

## Spoljašnje veze
- Web sajt - Rajko Vujanović